# المغلاف (الحديدة)

تعديل مصدري - تعديل

المغلاف هي مدينة يمنية تتبع محافظة الحديدة، بلغ تعداد سكانها 4835 نسمة حسب الإحصاء الذي أجري عام 2004.

## الأحياء والحارات
| الحارة | عد المساكن | عدد الأسر | الذكور | الأناث | الإجمالي |
| ------ | ---------- | --------- | ------ | ------ | -------- |